# Seven de Malasia
El Seven de Malasia fue un torneo masculino de selecciones de rugby 7 que se realizó en ese país en el 2001 y el 2002. Se desarrolló en el Petaling Jaya Stadium de la ciudad de Kuala Lumpur.
Entre el 2009 y el 2014 se celebró el Seven de Malasia pero no como parte del circuito mundial si no por el asiático Asian Sevens Series.

## Palmarés
| Año  | Campeón       | Marcador final | Subcampeón    |
| ---- | ------------- | -------------- | ------------- |
| 2001 | Australia     | 19-17          | Nueva Zelanda |
| 2002 | Nueva Zelanda | 25-9           | Sudáfrica     |

## Posiciones
Número de veces que las selecciones ocuparon cada posición en todas las ediciones.
| Equipo        | Campeón | 2º puesto |
| ------------- | ------- | --------- |
| Nueva Zelanda | 1       | 1         |
| Australia     | 1       |           |
| Sudáfrica     |         | 1         |